# Claudia Imbert
Pour les articles homonymes, voir Imbert.
Claudia Imbert, née le 25 mai 1971 à Manosque (Alpes-de-Haute-Provence), est une photographe française. 

## Biographie
Elle vit et travaille à Montreuil.

## Prix et récompenses
- 2007, Bourse du talent
- 2012, Prix Arcimboldo
- 2012, Prix de la Jeune Création

## Expositions personnelles
- 2007
  - Le cercle, Institut Français, Berlin et Dresde
- 2008
  - La zone pavillonnaire, Les Photaumnales, Beauvais
- 2011
  - La famille incertaine, Galerie Marie Cini, Paris
  - Films, SGAC (Sascha Gianella Art Contemporain), Genève
- 2012
  - Photographies et films, L’été photographique de Lectoure, Prix Arcimboldo, Galerie Basia Embiricos, rue des Jardins-Saint-Paul, Paris